# Povodí Leny

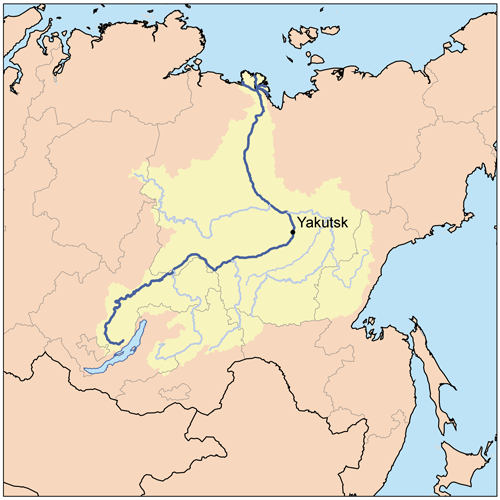
mapka povodí

Povodí Leny je povodí řeky 1. řádu a je součástí úmoří moře Laptěvů. Tvoří je oblast, ze které do řeky Leny přitéká voda buď přímo nebo prostřednictvím jejich přítoků. Jeho hranici tvoří rozvodí se sousedními povodími. Na západě a jihozápadě je to povodí Jeniseje, na severozápadě povodí Chatangy, na severu povodí Oleňoku, povodí Jany a povodí menších přítoků moře Laptěvů, na východě povodí Indigirky a povodí menších přítoků Ochotského moře a na jihovýchodě Povodí Amuru. Nejvyšším bodem povodí je s nadmořskou výškou 3072 m pik BAM v Kodarském pohoří. Povodí zasahuje pouze na území Ruska.
Větší část povodí se nachází v oblastech všeobecného rozšíření věčně zmrzlé půdy a je pokryta tajgou. Menší část severně od 71. rovnoběžky se nachází v pásmu lesotundry a tundry. Horní tok a značná část pravých přítoků se nachází v horských oblastech Přibajkalí, Zabajkalí a Aldanské vysočiny. Levá část povodí se nachází v Středosibiřské pahorkatině a nejníže položená je střední část povodí.

## Dílčí povodí
| povodí         | rozloha km² | nejvyšší bod | nadm.výška m | odtékající řeka | průtok v ústí m³/s |
| -------------- | ----------- | ------------ | ------------ | --------------- | ------------------ |
| Povodí Aldanu  | 729 000     | ...          | ...          | Aldan           | 5000               |
| Povodí Viljuje | 454 000     | Gerbiči      | 921,0        | Viljuj          | 1480               |
| Povodí Vitimu  | 225 000     | ...          | ...          | Vitim           | 2000               |
| Povodí Oljokmy | 210 000     | ...          | ...          | Oljokma         | 1950               |
| Povodí Kirengy | 46 600      | ...          | ...          | Kirenga         | ...                |